# Kirkjubøar kommuna
Kirkjubøar kommuna var en kommune på Færøerne, der omfattet bygderne Kirkjubøur og Velbastaður på det sydvestlige Streymoy og havde et areal på 38 km². Den blev udskilt fra Suðurstreymoyar prestagjalds kommuna i 1930, og indlemmet i Tórshavnar kommuna i 2005. Kirkjubøar kommuna havde ved indlemmelsen 230 indbyggere.